# Max von Waldberg

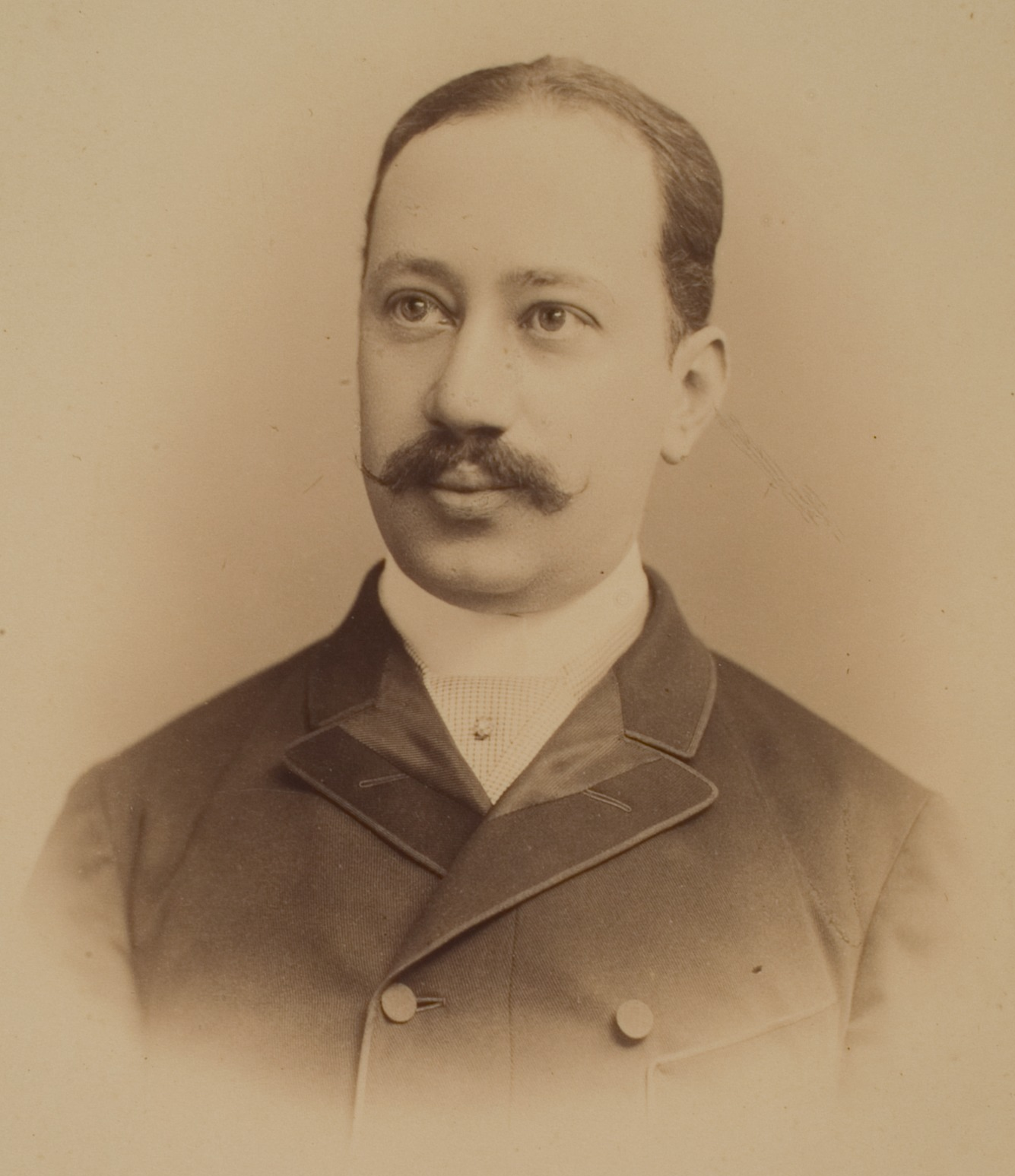
Max von Waldberg

Max von Waldberg, född den 1 januari 1858 i Jassy, död den 6 november 1938 in Heidelberg, var en tysk friherre och litteraturhistoriker.
von Waldberg blev efter studier in Wien, Berlin och Czernowitz, där han blev filosofie doktor, professor i Heidelberg, Han författade ett flertal betydande arbeten, av vilka kan nämnas Untersuchungen über Lessings Stil (1881), Die galante Lyrik (1885), Die deutsche Renaissancelyrik (1888), Goethe und das Volkslied (1890) och Der empfindsame Roman in Frankreich (I, 1906), och var verksam som utgivare.